# Tkalnia
Tkalnia – oddział zakładu włókienniczego, na który, w zależności od branży, składają się przędzalnia, tkalnia i wykończalnia. W przetwórstwie włókien łykowych dodatkowo – roszarnia. 
Oddział tkalni składa się z:

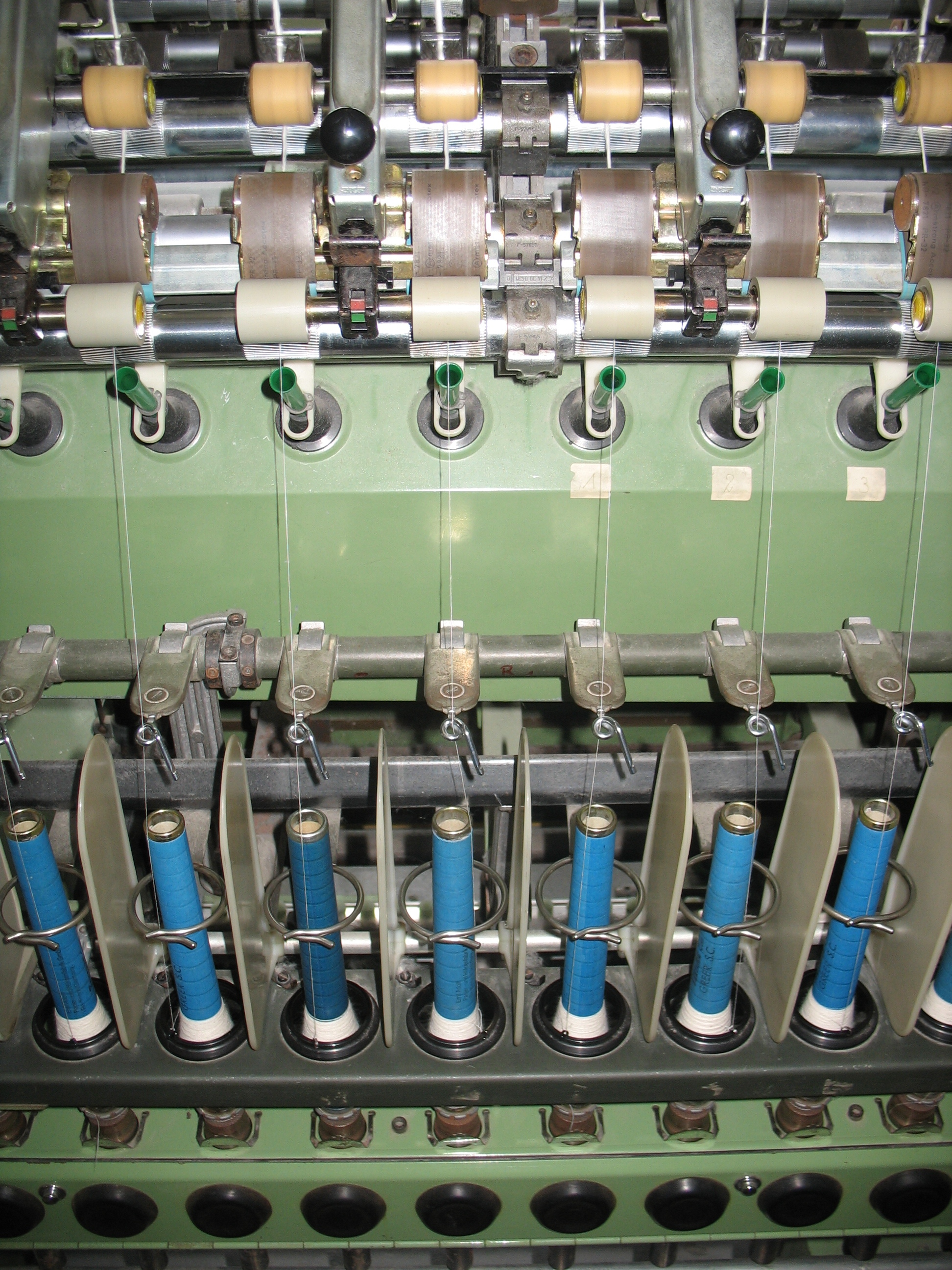
Przędzarka obrączkowa

- działu przygotowawczego tkalni – przewijanie przędzy, snucie osnów i cewienie wątku, nitkowanie (skręcanie) przędzy
- tkalni właściwej – wytwarzanie tkanin (tkanie)
- cerowni – cerowanie, usuwanie drobnych błędów powstałych w procesie tkania
- działu kontroli jakości – kontrola jakości, mierzenie i klasyfikacja tkanin surowych. Wyniki tej kontroli wpływają na wynagrodzenie tkaczy
- magazynu tkanin surowych – magazynowanie i przygotowanie tkanin do procesu wykończenia
- działu mechanicznego – zaplecze tkalni z magazynem części zamiennych, zapewniające utrzymanie właściwego stanu technicznego maszyn i urządzeń.

Tkalnia to również budynki i pomieszczenia  przeznaczone do mechanicznej lub ręcznej produkcji tkanin. Wyposażone w krosna ręczne do ręcznego wytwarzania tkanin ludowych i artystycznych lub w krosna mechaniczne do przemysłowej produkcji tkanin.